# Belladonna (attrice pornografica)
Belladonna, pseudonimo di Michelle Anne Sinclair (Biloxi, 21 maggio 1981), è un'ex attrice pornografica e regista pornografica statunitense.
Tra la spalla sinistra e il seno sinistro ha un tatuaggio che ricorda il Sacro Cuore: questo è anche il marchio della società di produzione pornografica da lei fondata e diretta, Belladonna Entertainment.

## Biografia
Michelle Anne Sinclair è nata a Biloxi (Mississippi) ed è cresciuta a Salt Lake City (Utah) in una famiglia mormona; suo padre era un capitano dell'aeronautica in pensione, poi ministro del culto mormone, con un livello equivalente a quello di vescovo. Ha sette fratelli, sei dei quali germani (tre maschi e tre femmine) e una uterina e i suoi genitori sono divorziati e risposati. Ha avuto un'infanzia turbolenta: a undici anni tentò il suicidio, l'anno dopo rubò l'automobile paterna, a quindici anni fu espulsa dalla scuola superiore.
È comparsa nel reality Porno: un affare di famiglia, incentrato sulla vita del regista porno Adam Glasser (conosciuto come Seymore Butts). Nel 2004 ha fatto parte del cast di stelle del porno fotografate da Timothy Greenfield-Sanders per un libro sull'industria del cinema per adulti, "XXX: 30 Porn-Star Portraits", ed è comparsa nel documentario della HBO "Thinking XXX", riguardante la creazione del libro.

### Vita privata
Il colore naturale dei suoi capelli è castano scuro, ma li tinge frequentemente, solitamente di nero. Ha suscitato scalpore quando si rasò completamente la testa. Dopo una relazione con l'attore pornografico Nacho Vidal, Belladonna ha sposato Aiden Kelly l'11 aprile 2004 a Las Vegas; con il quale ha avuto una figlia.

### Carriera da attrice
Belladonna è entrata nel mondo del porno dopo essersi trasferita a Los Angeles per posare come modella di nudo. È comparsa in oltre 300 film per adulti. Ha costruito la propria fama sulla capacità di interpretare disinvoltamente quasi tutti i generi del porno tradizionale, in particolare è rinomata interprete di film con scene di sesso anale, interraziale e lesbo. Resa celebre dal cospicuo deretano, ha ripetutamente interpretato doppie penetrazioni anali (una rarità nell'industria della pellicola per adulti) e ha al proprio attivo un buon numero di scene di sesso non protetto orale, anale e vaginale con numerose attrici transgender e con un vasto repertorio di falli da penetrazione. Ha continuato a interpretare film porno anche a gravidanza avanzata.

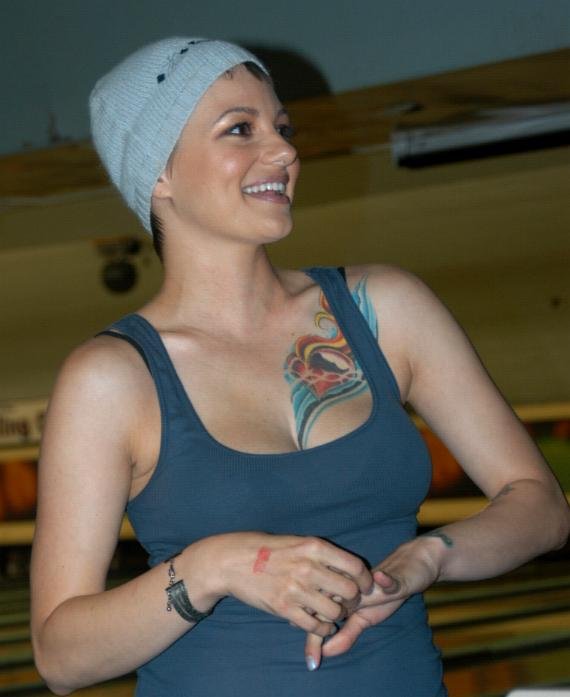
Belladonna nel 2005

Circa dalla fine del 2003 Belladonna si è quasi esclusivamente dedicata a film a tematica lesbica, cominciando a dirigere e produrre tali pellicole, in cui ha quasi sempre il ruolo di dominatrice. In molte di queste pellicole ha mostrato la propria capacità di portare le altre attrici allo squirting (molte hanno affermato che sia stata la loro prima volta).
Pratica sovente penetrazioni anali intense e violente su di loro con due o più dita, o con dildo estremamente grandi: attrici e attori che hanno lavorato con lei successivamente hanno affermato di aver goduto più che in tutte le scene precedenti cui avevano preso parte nella loro carriera. Partecipa spesso ad atti bizzarri nelle scene di sesso: alle altre attrici tira i capelli, le sculaccia, sputa su di loro, impartisce loro ordini o usa un linguaggio volgare; le sue coprotagoniste femminili sono solitamente donne minute e remissive, a lei sottomesse. Nel 2009 ha diretto l'edizione annuale degli AVN Awards insieme a Thea Vidale e Jenna Haze. Nel 2011 è stata inserita nella Hall of Fame dagli AVN Awards.

### Il casoPrimetime
La sua carriera nel mondo del porno è stata seguita per due anni da una squadra della ABC Television, culminata in un'intervista del gennaio 2003 con Diane Sawyer come parte di un segmento del programma Primetime Thursday sulla pornografia; al termine dell'intervista, visibilmente emozionata e con gli occhi lucidi, afferma:
(Belladonna, alla fine dell'intervista)
Quell'intervista è stata da allora utilizzata da gruppi anti-pornografia per avvalorare l'opinione che recitare nel porno sia devastante per le donne che vi prendono parte; ciò anche se Belladonna è tuttora molto attiva in questa industria. In successive interviste, Belladonna ha sostenuto di non avere mai voluto concedere dichiarazioni contrarie alla pornografia e che Primetime ha deliberatamente decontestualizzato molte sue dichiarazione per dare al programma un orientamento complessivamente negativo.

### Semi-ritiro
Nell'agosto del 2007 Belladonna decide di rinunciare a interpretazioni hard, preoccupata per la clamidia, contratta nel 2002. Dopo una breve pausa è tuttavia tornata alle per lei tradizionali interpretazioni sul set. Nel 2012, dichiarò nuovamente che avrebbe definitivamente cessato l'attività di attrice pornografica

## Carriera da regista e produttrice e altro
Belladonna gestisce la Belladonna Entertainment, che condivide con il socio e marito Aiden Kelly: produce i propri film sia con questa casa di produzione che con la Deadly Nightshade Productions; tutti sono distribuiti da Evil Angel. Nel 2013 ha partecipato come comparsa in un ruolo non pornografico al videoclip della canzone Reckless and Relentless del gruppo metalcore Asking Alexandria.

## Riconoscimenti
AVN Awards

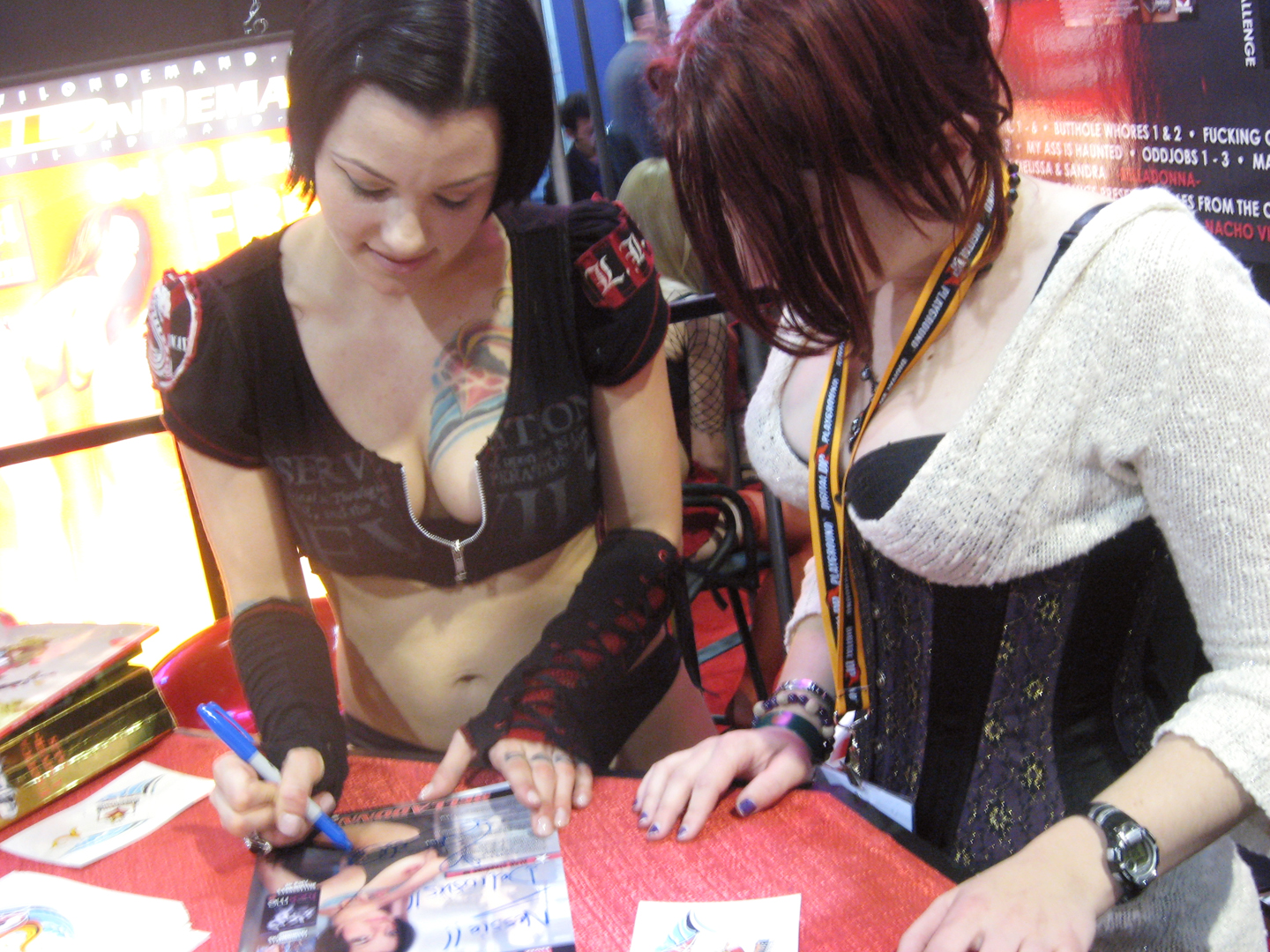
Belladonna firma un autografo all'AVN Adult Entertainment Expo del 2008

- 2003 – Best Supporting Actress (film) per The Fashionistas[8]
- 2003 – Best All-Girl Sex Scene (film) perThe Fashionistas con Taylor St. Claire[8]
- 2003 - Best Oral Sex Scene (film) – The Fashionistas con Rocco Siffredi[8]
- 2003 - Best Tease Performance per The Fashionistas[8]
- 2004 - Best Couples Sex Scene (video) per Back 2 Evil con Nacho Vidal[9]
- 2007 – Best Group Sex Scene - Video per Fashionist Safado; The Challange con Adrianna Nicole, Flower Tucci, Sandra Romain, Sasha Grey, Nicole Sheridan, Marie Luv, Carolina Pierce, Lea Baren, Jewell Marceau, Jean Val Jean, Cristian XXX, Vodoo, Chris Charming, Erik Everhard, Mr Pete e Rocco Siffredi[10]
- 2008 – Best Director - Non Feature per Belladonna: Manhandled 2[11]
- 2009 – Best Girl-Girl Sex Scene per Pirates II: Stagnetti's Revenge con Jesse Jane[12]
- 2009 – Best Supporting Actress (film) per Pirates II[13]
- 2009 – Best All-Girl 3-Way Sex Scene per Belladonna's Girl Train con Aiden Starr e Kimberly Kane[14]
- 2011 – Hall of Fame[5]
- 2012 – Best Girl-Girl Sex Scene per Belladonna: The Sexual Explorer con Dana DeArmond[15]
- XBIZ Awards
  - 2009 – Director Of The Year - Body Of Work[16]
- XRCO Award
  - 2003 – Female Performer Of The Year[17]
  - 2003 – Actress – Single Performance per The Fashionistas[18]
  - 2003 – Orgasm Analist[19]
  - 2003 – Best Girl-Girl Sex Scene perThe Fashionistas con Taylor St. Claire[20]
  - 2009 – Orgasmic Oralist[21]
  - 2009 – Orgasmic Analist[22]
  - 2013 – Hall of Fame[23]
- F.A.M.E. Awards
  - 2007 – Dirtiest Girl in Porn (Fan Award)[24]
- 2009 – Favorite Anal Starlet (Fan Award)[25]
- 2009 – Favorite Director (Fan Award)[26]

Altri premi
- 2004 Night Moves Awards Best Gonzo – Belladonna's Evil Pink
- 2006 Favorite Gonzo Movie – Belladonna: No Warning

## Filmografia

### Attrice
- Action Sports Sex 9 (2000)
- Barely Legal 5 (2000)
- Bring 'um Young 1 (2000)
- Buffy Malibu's Nasty Girls 23 (2000)
- Buttwoman Iz Bella (2000)
- Cumback Pussy 32 (2000)
- DNA 1: Deep 'n Ass (2000)
- Freshman Fantasies 27 (2000)
- Initiations 3 (2000)
- Lewd Conduct 7 (2000)
- Little White Chicks... Big Black Monster Dicks 9 (2000)
- Please 10: Angels and Whores (2000)
- Real Sex Magazine 31 (2000)
- Watcher 12 (2000)
- American Nymphette 4 (2001)
- Anal Addicts 5 (2001)
- Anal Angels 2: In High Heels (2001)
- Anal University 10 (2001)
- Ass Worship 1 (2001)
- Black Cravings 2 (2001)
- Blind Date (2001)
- Blowjob Adventures of Dr. Fellatio 35 (2001)
- Booty Duty 10 (2001)
- Booty Fest 1 (2001)
- Booty Fest 4 (2001)
- Butt Sluts 7 (2001)
- Chocolate Oral Delights 1 (2001)
- Cumback Pussy 43 (2001)
- Cumback Pussy 45 (2001)
- Dirty Little Cocksuckers 2 (2001)
- Dirty Little Cocksuckers 6 (2001)
- DJ Groupie (2001)
- Fan Fever (2001)
- Fast Times at Deep Crack High 3 (2001)
- Foot Lovers Only 4 (2001)
- Gallery of Sin 4 (2001)
- Gangbang Auditions 6 (2001)
- Gangbang Girl 29 (2001)
- Heels and Hose (2001)
- Heist 1 (2001)
- Initiations 8 (2001)
- Lord of Asses 6 (2001)
- Nacho Vidal's Blowjob Impossible 3 (2001)
- Naked Pictures (2001)
- Nasty Nymphos 31 (2001)
- Natural Born Heartbreakers 2 (2001)
- Oral Adventures Of Craven Moorehead 6 (2001)
- Oral Consumption 4 (2001)
- Perfect Pink 7: Sink The Pink (2001)
- Perfect Pink 8: Red Hot (2001)
- Roadblock (2001)
- Secret Admirer (2001)
- Sex Merchants (2001)
- Sex World 2002 (2001)
- Sexcess 1: Dirty Money (2001)
- Sexcess 2: Vampire's Gulch (2001)
- Shut Up and Blow Me 28 (2001)
- Shut Up and Blow Me 30 (2001)
- Sodomania: Slop Shots 10 (2001)
- Submissive Little Sluts 10 (2001)
- There's Something About Jack 16 (2001)
- Think Pink (2001)
- To Completion Too (2001)
- Total B.S. 2 (2001)
- Trailer Trash Nurses 5 (2001)
- Visions Of X 3 (2001)
- Whack Attack 11 (2001)
- Young and Tight 2 (2001)
- Young and Tight 3: In Mexico (2001)
- 2 on 1 11 (2002)
- Ass Worship 2 (2002)
- Balls Deep 5 (2002)
- Bella's Perversions 1 (2002)
- Bella's Perversions 2 (2002)
- Black and White Passion 1 (2002)
- Black Dicks in White Chicks 2 (2002)
- Breath Of A Salesman (2002)
- Buffy Malibu's Nasty Girls 26 (2002)
- Cock Smokers 40 (2002)
- College Amateurs (2002)
- Cum Dumpsters 1 (2002)
- Cumback Pussy 48 (2002)
- Deep Throat This 7 (2002)
- Easy Cheeks (2002)
- Ex-girlfriend's Club (2002)
- Fashionistas 1 (2002)
- Faust: The Power of Sex (2002)
- Fresh Butts and Natural Tits 3 (2002)
- Iron Maidens 1 (2002)
- Killer Pussy 14 (2002)
- Lady Fellatio In The Doghouse (2002)
- Midnight Librarians (2002)
- Nacho: Latin Psycho 2 (2002)
- No Limits 1 (2002)
- No Limits 2 (2002)
- No Limits 3 (2002)
- Nothin' Butt Buttwoman (2002)
- Oral Adventures of Craven Moorehead 14 (2002)
- Patriot Dames 1 (2002)
- Private Reality 12: Dangerous Girls (2002)
- Puritan Magazine 40 (2002)
- Rampage 4 (2002)
- Rocco Super Motohard (2002)
- Rocco: Animal Trainer 10 (2002)
- Rocks That Ass 22: Work That Ass (2002)
- Sensual Ladies Grappling (2002)
- Service Animals 6 (2002)
- Service Animals 7 (2002)
- Sex Toys 3 (2002)
- Shane's World 32: Campus Invasion (2002)
- Slumber Party 18 (2002)
- Sodomania 38 (2002)
- Sodomania: Slop Shots 11 (2002)
- Sodomania: Slop Shots 12 (2002)
- Sticky Side Up 7 (2002)
- Straight To The A 1 (2002)
- Strap-On Chicks: Bella's Bitches (2002)
- Sweet Cheeks 1 (2002)
- Tales From The Clit (2002)
- Tits and Ass 1 (2002)
- Un-natural Sex 7 (2002)
- Up And Cummers 107 (2002)
- Up and Cummers 109 (2002)
- Up Your Ass 19 (2002)
- V-eight 2 (2002)
- V-eight 4 (2002)
- Weapons Of Ass Destruction 1 (2002)
- Welcum to Casa Butts 1 (2002)
- Wet 'n Frosty (2002)
- Whack Attack 17 (2002)
- 100% Blowjobs 12 (2003)
- A2M 1 (2003)
- Anal Trainer 4 (2003)
- Angel's Dollhouse (2003)
- Azz Fest 1 (2003)
- Back 2 Evil 1 (2003)
- Bella Loves Jenna (2003)
- Belladonna AKA Filthy Whore (2003)
- Belladonna Exposed (2003)
- Belladonna's Double Penetrations (2003)
- Belladonna's Evil Pink 1 (2003)
- Belladonna's Fantasy Lodge (2003)
- Bella's Perversions 3 (2003)
- Below Tha Belt (2003)
- Black Bastard 2 (2003)
- Booty Duty 11 (2003)
- Bottom Feeders 6 (2003)
- Carnival Sluts And Circus Dicks (2003)
- Crazy Bullets (2003)
- Cum Dumpsters 4 (2003)
- Cum Sucking Whore Named Judy Star (2003)
- Cumstains 1 (2003)
- Dayton's Having a Party (2003)
- Disturbed 1 (2003)
- Ebony In Ivory (2003)
- Entice Me (2003)
- Family Business: The Complete First Season (2003)
- Fuck My Ass (2003)
- Girl Crazy 1 (2003)
- Heavy Handfuls 3 (2003)
- I Love It Rough 1 (2003)
- Jack's Playground 2 (2003)
- Javinah Monologues (2003)
- Jesse Jane: Erotique (2003)
- Jill Kelly Superstars (2003)
- Latin Amore (2003)
- Lex Steele XXX 2 (2003)
- New Wave Hookers 7 (2003)
- Please Cum Inside Me 14 (2003)
- Pussy Foot'n 2 (2003)
- Real Female Orgasms 4 (2003)
- She Male Domination Nation (2003)
- Sodomania: Slop Shots 13 (2003)
- Totally Shanna (2003)
- Two In The Seat 3 (2003)
- Wherehouse Pussy The Fall Of Sanchez (2003)
- 100% Blowjobs 29 (2004)
- 19 and Anal (2004)
- Adult Video News Awards 2004 (2004)
- Adventures of Be the Mask 1 (2004)
- Artcore 1: House of Whores (2004)
- Bang That Bitch 4 (2004)
- Barely Legal 50 (2004)
- Barely Legal All Stars 2 (2004)
- Belladonna: My Ass Is Haunted (2004)
- Belladonna's Connasseur (2004)
- Belladonna's Fuck Me (2004)
- Belladonna's Fucking Girls 1 (2004)
- Buttman's Tales From the Crack (2004)
- Double Team Dream (2004)
- Evil Sluts 2: After Bella (2004)
- Gee Your Ass Stretches Terrific (2004)
- Gina Lynn's Dark Side (2004)
- Melanie Jagger Exposed (2004)
- Slam It in Every Hole (2004)
- Take That Deep Throat This 1 (2004)
- Undressed And Oversexed (2004)
- Anal Beauties (2005)
- Anal Zone 5 (2005)
- Belladonna: Fetish Fanatic 1 (2005)
- Belladonna: Fetish Fanatic 2 (2005)
- Belladonna: No Warning 1 (2005)
- Belladonna's Do Not Disturb (2005)
- Belladonna's Fucking Girls 2 (2005)
- Best Butts in the Biz (2005)
- Big Tits Tight Slits 1 (2005)
- Cum Buckets 2 (2005)
- Cum Buckets 4 (2005)
- Cum Sucking Whore Named Belladonna (2005)
- Fashion Models Gone Bad 1 (2005)
- Flawless 3 (2005)
- Gina Lynn Unleashed (2005)
- I Love It Black 1 (2005)
- Lipstick Lesbians 3 (2005)
- Loads of Cum (2005)
- Nasty Dreams (2005)
- Top Ten Hottest Women (2005)
- Up And Cummers 125 (2005)
- Web Chicks Gone Crazy (2005)
- 18 and Fresh 2 (2006)
- Barely Legal All Stars 7 (2006)
- Belladonna: Fetish Fanatic 3 (2006)
- Belladonna: Fetish Fanatic 4 (2006)
- Belladonna: Fetish Fanatic 5 (2006)
- Belladonna: Manhandled 1 (2006)
- Belladonna: No Warning 2 (2006)
- Belladonna's Evil Pink 2 (2006)
- Belladonna's Fucking Girls 3 (2006)
- Chasing The Big Ones: Favorite Size Queens: The Final Episode (2006)
- Cock Happy 1 (2006)
- Dark Meat 1 (2006)
- Fashionistas Safado: The Challenge (2006)
- Let Me Breathe (2006)
- MILF Obsession 1 (2006)
- Nacho Vidal is Fucking Belladonna (2006)
- Pussy Foot'n 16 (2006)
- Two Cocks, One Pussy, All Three Pretty Juicy (2006)
- A-List Party Sluts (2007)
- Ass Invaders 2 (2007)
- Belladonna: Fetish Fanatic 6 (2007)
- Belladonna: Manhandled 2 (2007)
- Belladonna: No Warning 3 (2007)
- Belladonna's Evil Pink 3 (2007)
- Belladonna's Fucking Girls 4 (2007)
- Belladonna's Fucking Girls 5 (2007)
- Belladonna's Odd Jobs 1 (2007)
- Belladonna's Odd Jobs 2 (2007)
- Belladonna's Odd Jobs 3 (2007)
- Best of Lewd Conduct (2007)
- Brunettes Do It Better (2007)
- Butthole Whores 1 (2007)
- Dark Meat 2 (2007)
- Fashionistas Safado: Berlin (2007)
- I Dream of Jenna 2 (2007)
- Iodine Girl (2007)
- Manuel Ferrara Fucks Them All (2007)
- Viva La Van (2007)
- Award Winning Anal Scenes 1 (2008)
- Award Winning Anal Scenes 2 (2008)
- Belladonna: Manhandled 3 (2008)
- Belladonna's Cock Pigs 1 (2008)
- Belladonna's Evil Pink 4 (2008)
- Belladonna's Fucking Girls 6 (2008)
- Belladonna's Odd Jobs 4 (2008)
- Butthole Whores 2 (2008)
- Butthole Whores 3 (2008)
- Cock Happy 2 (2008)
- Defend Our Porn (2008)
- Discovering Alexis Texas (2008)
- Foot Soldiers 1: The Stomping Grounds (2008)
- Girl Train 1 (2008)
- Pirates II: Stagnetti's Revenge (2008)
- Strap-On Chicks 20 (2008)
- 101 Natural Beauties (2009)
- Belladonna: Fetish Fanatic 7 (2009)
- Belladonna's Party of Feet 1 (2009)
- Belladonna's Road Trip: Cabin Fever (2009)
- Belladonna's Strapped Dykes (2009)
- Belladonna's Toy Box (2009)
- Cock Happy 3 (2009)
- Cumshots 11 (2009)
- Dark Meat 3 (2009)
- Foot Soldiers 2: The Feet Market (2009)
- Hell's Belles (2009)
- Monster Cock She-Males 1 (2009)
- Oral All Stars (2009)
- Sweet as Honey 2 (2009)
- Tattoo'd And Taboo'd (2009)
- 2 Men And A Pussy 2 (2010)
- Belladonna Live (2010)
- Belladonna's Hole in the Wall (2010)
- Belladonna's Odd Jobs 5 (2010)
- Belladonna's Party of Feet 2 (2010)
- Best Of... Lexi Belle 2 (2010)
- Cvrbongirl (2010)
- Devil in Miss Jones: The Resurrection (2010)
- Gangbang Her Little White Thang 4 (2010)
- Notorious S.L.U.T. (2010)
- True Interracial Whores: Creampie Queen Barbie Cummings (2010)
- Whores on the 14th (2010)
- 4 in da' Ho 3 (2011)
- Belladonna: Manhandled 4 (2011)
- Belladonna: No Warning 6 (2011)
- Belladonna: The Sexual Explorer (2011)
- Belladonna's Party of Feet 3 (2011)
- Belladonna's Spontaneass (2011)
- Buttface (2011)
- Dick Sauce (Animal Style) (2011)
- Dirty Panties (2011)
- Belladonna's How to Fuck 1 (2012)
- Cock Happy 4 (2012)
- Kristina Rose: Unfiltered (2012)
- Party Like A Porn Star (2013)
- Slut Stories: Belladonna (2013)
- "Reckless and Relentless" Asking Alexandria (2013)

### Regista
- Bella's Perversions 1 (2002)
- Bella's Perversions 2 (2002)
- Belladonna's Evil Pink 1 (2003)
- Bella's Perversions 3 (2003)
- Belladonna: My Ass Is Haunted (2004)
- Belladonna's Connasseur (2004)
- Belladonna's Fucking Girls 1 (2004)
- Belladonna: Fetish Fanatic 1 (2005)
- Belladonna: Fetish Fanatic 2 (2005)
- Belladonna: No Warning 1 (2005)
- Belladonna's Do Not Disturb (2005)
- Belladonna's Fucking Girls 2 (2005)
- Belladonna: Fetish Fanatic 3 (2006)
- Belladonna: Fetish Fanatic 4 (2006)
- Belladonna: Fetish Fanatic 5 (2006)
- Belladonna: Manhandled 1 (2006)
- Belladonna: No Warning 2 (2006)
- Belladonna's Evil Pink 2 (2006)
- Belladonna's Fucking Girls 3 (2006)
- Cock Happy 1 (2006)
- Dark Meat 1 (2006)
- Belladonna: Fetish Fanatic 6 (2007)
- Belladonna: Manhandled 2 (2007)
- Belladonna: No Warning 3 (2007)
- Belladonna's Evil Pink 3 (2007)
- Belladonna's Fucking Girls 4 (2007)
- Belladonna's Fucking Girls 5 (2007)
- Belladonna's Odd Jobs 1 (2007)
- Belladonna's Odd Jobs 2 (2007)
- Belladonna's Odd Jobs 3 (2007)
- Butthole Whores 1 (2007)
- Dark Meat 2 (2007)
- Iodine Girl (2007)
- Belladonna: Manhandled 3 (2008)
- Belladonna's Cock Pigs 1 (2008)
- Belladonna's Evil Pink 4 (2008)
- Belladonna's Fucking Girls 6 (2008)
- Belladonna's Odd Jobs 4 (2008)
- Butthole Whores 2 (2008)
- Butthole Whores 3 (2008)
- Cock Happy 2 (2008)
- Defend Our Porn (2008)
- Discovering Alexis Texas (2008)
- Foot Soldiers 1: The Stomping Grounds (2008)
- Girl Train 1 (2008)
- Belladonna: Fetish Fanatic 7 (2009)
- Belladonna: No Warning 4 (2009)
- Belladonna's Party of Feet 1 (2009)
- Belladonna's Road Trip: Cabin Fever (2009)
- Belladonna's Strapped Dykes (2009)
- Belladonna's Toy Box (2009)
- Cock Happy 3 (2009)
- Dark Meat 3 (2009)
- Foot Soldiers 2: The Feet Market (2009)
- Fuck Face (2009)
- Hell's Belles (2009)
- Belladonna Live (2010)
- Belladonna: Fetish Fanatic 8 (2010)
- Belladonna: No Warning 5 (2010)
- Belladonna: Slut (2010)
- Belladonna's Heavy Petting (2010)
- Belladonna's Hole in the Wall (2010)
- Belladonna's Odd Jobs 5 (2010)
- Belladonna's Party of Feet 2 (2010)
- Best Of... Lexi Belle 2 (2010)
- Cvrbongirl (2010)
- Fuck Sasha Grey (2010)
- Whores on the 14th (2010)
- Belladonna: Fetish Fanatic 9 (2011)
- Belladonna: Manhandled 4 (2011)
- Belladonna: No Warning 6 (2011)
- Belladonna: The Sexual Explorer (2011)
- Belladonna's Party of Feet 3 (2011)
- Belladonna's Spontaneass (2011)
- Belladonna's Test Subjects (2011)
- Burning Embers (2011)
- Buttface (2011)
- Dark Meat 4 (2011)
- Dick Sauce (Animal Style) (2011)
- Dirty Panties (2011)
- Belladonna: Fetish Fanatic 10 (2012)
- Belladonna's Cock Pigs 2 (2012)
- Belladonna's How to Fuck 1 (2012)
- Cock Happy 4 (2012)
- Foot Soldiers 3: Don't Tread On Me (2012)
- Girl Train 2 (2012)
- Kristina Rose: Unfiltered (2012)
- Slut Stories: Belladonna (2013)
- Slut Stories: Sasha Grey (2013)